# غويشان غوانيين
```
يقع 
تمثال الإلهة غويشان غوانيين صاحبة الألف يد وعين
 
(
بالصينية
:
 
沩山千手千眼观音圣像
)
 في نينغتشانغ، مقاطعة 
خونان
، 
الصين
. هو رابع أطول تمثال في الصين، وسادس أطول تمثال في العالم. هو نُصب برونزي مذّهب، يصور 
البوداسَف
 
أفالوكيتسافارا
، ويبلغ طوله 
99 متر (325
 
قدم)
.
[
1
]
 استثمرت حكومة مقاطعة نينغشان، بمساعدة الشركات المحلية والمنظمات الدينية، ما يصل إلى 260 مليون يوان لإنهاء بناء التمثال في عام 2009.
[
2
]
```